# Ragnar Skanåker
Ragnar Skanåker (né le 8 juin 1934 à Stora Skedvi) est un tireur sportif suédois.
Il a participé à 7 reprises aux Jeux olympiques en remportant quatre médailles au tir au pistolet de 50 m.

## Palmarès olympique
| Édition                           | 1972             | 1976          | 1980           | 1984            | 1988            | 1992            | 1996           |
| --------------------------------- | ---------------- | ------------- | -------------- | --------------- | --------------- | --------------- | -------------- |
| Pistolet à 50 mètres              | 1er · 567 points | 5e 559 points | 7e 563 points  | 2e · 565 points | 2e · 564 points | 3e · 566 points | 25e 555 points |
| Pistolet à air à 10 mètres        | -                | -             | -              | -               | 11e 580 points  | 26e 574 points  | 26e 575 points |
| Pistoler à tir rapide à 25 mètres | -                | -             | 31e 579 points | 34e 577 points  | -               | -               | -              |